# Marion Lotout
Marion Lotout (née le 19 novembre 1989 à Saint-Brieuc) est une athlète française, spécialiste du saut à la perche. Licenciée à l’Athlétisme sud 22 de 2004 à 2012, elle a rejoint le Stade Sottevillais 76 en 2013. Ses entraîneurs sont Bernard Graignic, Gilbert Réminiac et Gérald Baudouin à l'INSEP pendant 4 ans, puis Philippe d'Encausse, et depuis peu par Damiel Dossevi.

## Biographie
Championne de France junior en 2008, puis espoir en 2009, 2010 et 2011, elle vit en 2012 sa première sélection internationale sénior. Elle se qualifie aux JO de Londres grâce à un saut à 4,50 m en 2011 aux championnats de France à Albi. Elle finira 14e en qualifications. 
En 2013, elle remporte son premier titre extérieur « élite » à l'occasion des Championnats de France à Charléty avec un saut à 4,50 m. Durant cette même année, elle établit un nouveau record personnel avec 4,60 m à Grenoble. Elle réalise donc les minimas pour les Championnats du monde de Moscou où elle se classe 12e de la finale (4,45 m). 
En 2014, elle remporte son 3e titre élite en salle avec un saut à 4,56 m à Bordeaux et se qualifie en finale des Championnats d'Europe de Zürich où elle se classe dernière, échouant à 4,45 m. 
Le 2 septembre 2019, elle saute 4,52 m à Chiari, sa meilleure performance depuis 2015. 

## Palmarès

### International
| Date | Compétition                       | Lieu        | Résultat | Marque |
| ---- | --------------------------------- | ----------- | -------- | ------ |
| 2013 | Championnats du monde             | Moscou      | 12e      | 4,45 m |
| 2013 | Jeux de la Francophonie           | Nice        | 1re      | 4,40 m |
| 2014 | Championnats d'Europe             | Zurich      | finale   | NM     |
| 2015 | Championnats d'Europe par équipes | Tcheboksary | 5e       | 4,40 m |
| 2017 | Jeux de la Francophonie           | Abidjan     | 2e       | 4,00 m |
| 2018 | Jeux méditerranéens               | Tarragone   | finale   | NM     |

### National
- Championnats de France d'athlétisme :
  - Vainqueur du saut à la perche en 2017 et 2020

## Records
| Épreuve          | Épreuve   | Performance | Lieu             | Date                     |
| ---------------- | --------- | ----------- | ---------------- | ------------------------ |
| Saut à la perche | Plein air | 4,60 m      | Grenoble Pézenas | 12 juin 2013 30 mai 2015 |
| Saut à la perche | En salle  | 4.56 m      | Bordeaux         | 22 février 2014          |